# Liste der Monuments historiques in Beaumont-sur-Vingeanne
Die Liste der Monuments historiques in Beaumont-sur-Vingeanne führt die Monuments historiques in der französischen Gemeinde Beaumont-sur-Vingeanne auf.

## Liste der Immobilien
| Bezeichnung                       | Beschreibung                         | Standort                 | Kennzeichnung | Schutzstatus | Datum | Bild           |
| --------------------------------- | ------------------------------------ | ------------------------ | ------------- | ------------ | ----- | -------------- |
| Château de Beaumont-sur-Vingeanne | Schloss, 1706 erbaut; mit Parkanlage | Rue de Richebourg (Lage) | PA00112098    | Classé       | 1948  | weitere Bilder |

## Liste der Objekte
| Bezeichnung                      | Beschreibung | Standort                           | Kennzeichnung | Schutzstatus | Datum | Bild |
| -------------------------------- | --- | ---------------------------------- | ------------- | ------------ | ----- | ---- |
| Skulptur Heilige Barbara (?)     | Marmor, drittes Viertel des 15. Jahrhunderts, möglicherweise aus der Werkstatt von Jean de la Huerta               | in der Kirche St-Barthélémy (Lage) | PM21000181    | Classé       | 1913  |      |
| Skulptur Heiliger Bartholomäus   | Kalkstein, 15. Jahrhundert                                                                                         | in der Kirche St-Barthélémy (Lage) | PM21000182    | Classé       | 1913  |      |
| Skulptur Madonna mit Kind        | Kalkstein, ehemals farbig gefasst, 16. Jahrhundert                                                                 | in der Kirche St-Barthélémy (Lage) | PM21000183    | Classé       | 1931  |      |
| Glocke                           | Bronze, 1773 gegossen                                                                                              | in der Kirche St-Barthélémy (Lage) | PM21000184    | Classé       | 1964  |      |
| Skulptur Notre-Dame de Plantenay | Darstellung einer sitzenden Madonna mit Kind; Holz, farbig gefasst, 13. Jahrhundert; aus der Kapelle von Plantenay | in der Kirche St-Barthélémy (Lage) | PM21002627    | Classé       | 1994  |      |